# Achadas da Cruz

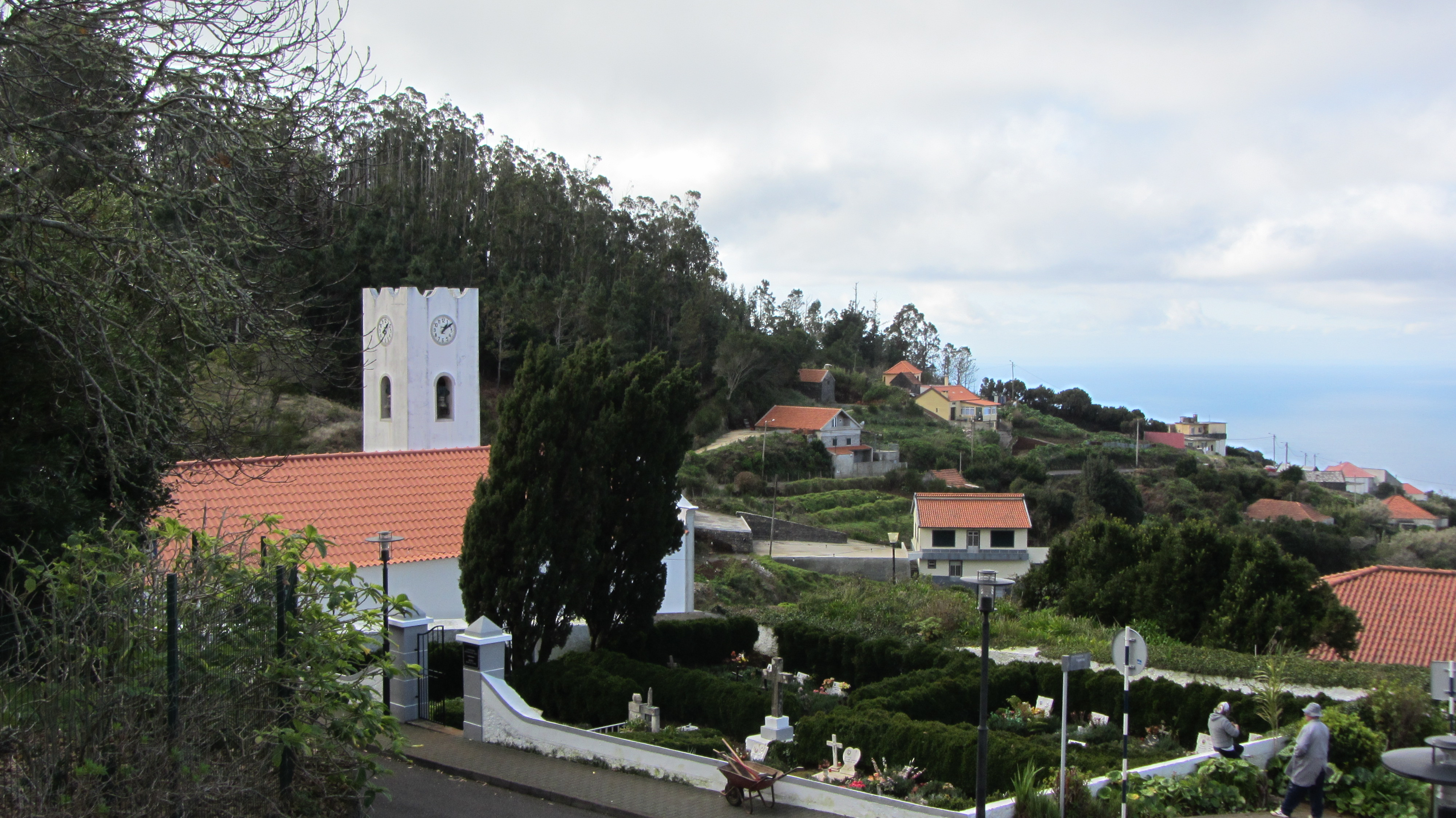

Achadas da Cruz est une freguesia portugaise située dans la ville de Porto Moniz, dans la région autonome de Madère.
Avec une superficie de 7,88 km2 et une population de 220 habitants en 2001, la paroisse possède une densité de 27,9 hab/km2.